# Дарвін Чавес
Дарвін Чавес (ісп. Dárvin Chávez, нар. 21 листопада 1989, Сапопан) — мексиканський футболіст, півзахисник клубу «Монтеррей». На правах оренди виступає за «Веракрус».
Насамперед відомий виступами за «Атлас» та «Монтеррей», а також національну збірну Мексики.

## Клубна кар'єра
У дорослому футболі дебютував 2007 року виступами за дублюючу команду «Атласа», в якій провів один рік, взявши участь у 4 матчах чемпіонату.
Своєю грою за цю команду привернув увагу представників тренерського штабу основної команди «Атласа», до складу якої почав залучатися 2008 року. Відіграв за команду з Гвадалахари наступні три роки своєї ігрової кар'єри. Більшість часу, проведеного у складі «Атласа», був основним гравцем команди.
До складу «Монтеррея» приєднався 28 травня 2011 року. Відтоді встиг відіграти за команду з Монтеррея 79 матчів в національному чемпіонаті.
Влітку 2015 року Дарвін на правах оренди перейшов в «Веракрус». 25 липня в матчі проти «Гвадалахари» він дебютував за «акул». Відтоді зіграв за команду з Веракруса 7 матчів в національному чемпіонаті.

## Виступи за збірну
2011 року дебютував в офіційних матчах у складі національної збірної Мексики.
У складі збірної був учасником розіграшу Кубка Америки 2011 року в Аргентині, куди були заявлені в основному футболісти не старше 23 років. На турнірі Дарвін взяв участь в матчах проти збірних Чилі, Перу і Уругваю.
2012 року захищав кольори олімпійської збірної Мексики на Олімпійських іграх 2012 року у Лондоні, де мексиканці стали олімпійськими чемпіонами, а Чавес зіграв у шести матчах.
Наступного року Чавес взяв участь у розіграші Золотого кубка КОНКАКАФ 2013 року у США. На турнірі він був запасним і на поле так і не вийшов, а мексиканці дійшли до півфіналу турніру.
Наразі провів у формі головної команди країни 3 матчі.

## Титули та досягнення
- Віце-чемпіон Мексики (1):

«Монтеррей»: 2011 (К)
- Переможець Ліги чемпіонів КОНКАКАФ (2):

«Монтеррей»: 2011, 2012
- Переможець Панамериканських ігор: 2011
- Олімпійський чемпіон: 2012